# Подгорный, Тимофей Филиппович
Тимофей Филиппович Подгорный (1873—1958) — скрипичный мастер Российской империи и СССР

## Биография
Получил образование как столяр-краснодеревщик, учился также игре на скрипке у своего дяди, в дальнейшем играл на альте в камерных любительских составах. В 1901 г. в Краснодаре открыл собственную мастерскую. В 1910—1914 годах и постоянно с 1919 проживал в Москве.
Подгорному принадлежит более 1000 инструментов, представляющих всё скрипичное семейство, а также ряд виол и экспериментальных инструментов. Особенный вклад внёс Подгорный в изготовление альтов, работая в содружестве с альтистом В.В. Борисовским.
Умер в 1958 году. Похоронен на 26 участке Ваганьковского кладбища.

## Награды и звания
- 1906 — золотая медаль выставки в Антверпене за скрипку «Мадонна»[1].
- 1913 — первое место на Всероссийской выставке музыкальных инструментов за комплект инструментов для струнного квартета[1].
- 1925 — заслуженный мастер Республики (1925)[1].
- 1926 — первое место на Всесоюзной выставке-конкурсе мастеров смычковых инструментов[1].
- 23 января 1954 — Орден Трудового Красного Знамени[3], в связи с 80-летием и отмечая особые заслуги в области производства музыкальных инструментов[источник не указан 1445 дней].